# Asota tagalina
Asota tagalina là một loài bướm đêm trong họ Erebidae.